# Adamou Ibrahim Djibo
Adamou Ibrahim Djibo Zataou (ur. 13 sierpnia 1998) – nigerski piłkarz grający na pozycji lewego obrońcy. Od 2023 jest zawodnikiem klubu Sheriff Tyraspol.

## Kariera klubowa
Swoją karierę piłkarską Djibo rozpoczął w klubie Sahel SC. W sezonie 2017/2018 zadebiutował w jego barwach w pierwszej lidze nigerskiej. W sezonie 2019/2020 wywalczył z nim wicemistrzostwo Nigru. W 2020 roku przeszedł do ASN Nigelec. W sezonie 2020/2021 został z nim wicemistrzem, a w sezonie 2021/2022 mistrzem Nigru.
Latem 2023 Djibo przeszedł do mołdawskiego Sheriffa Tyraspol. Swój debiut w nim zaliczył 13 sierpnia 2023 w wygranym 2:0 wyjazdowym meczu z CSF Spartanii Sportul.

## Kariera reprezentacyjna
W reprezentacji Nigru Djibo zadebiutował 21 stycznia 2021 w zremisowanym 1:1 meczu Mistrzostw Narodów Afryki 2020 z Kongiem, rozegranym w Duali.